# Сад Гловера

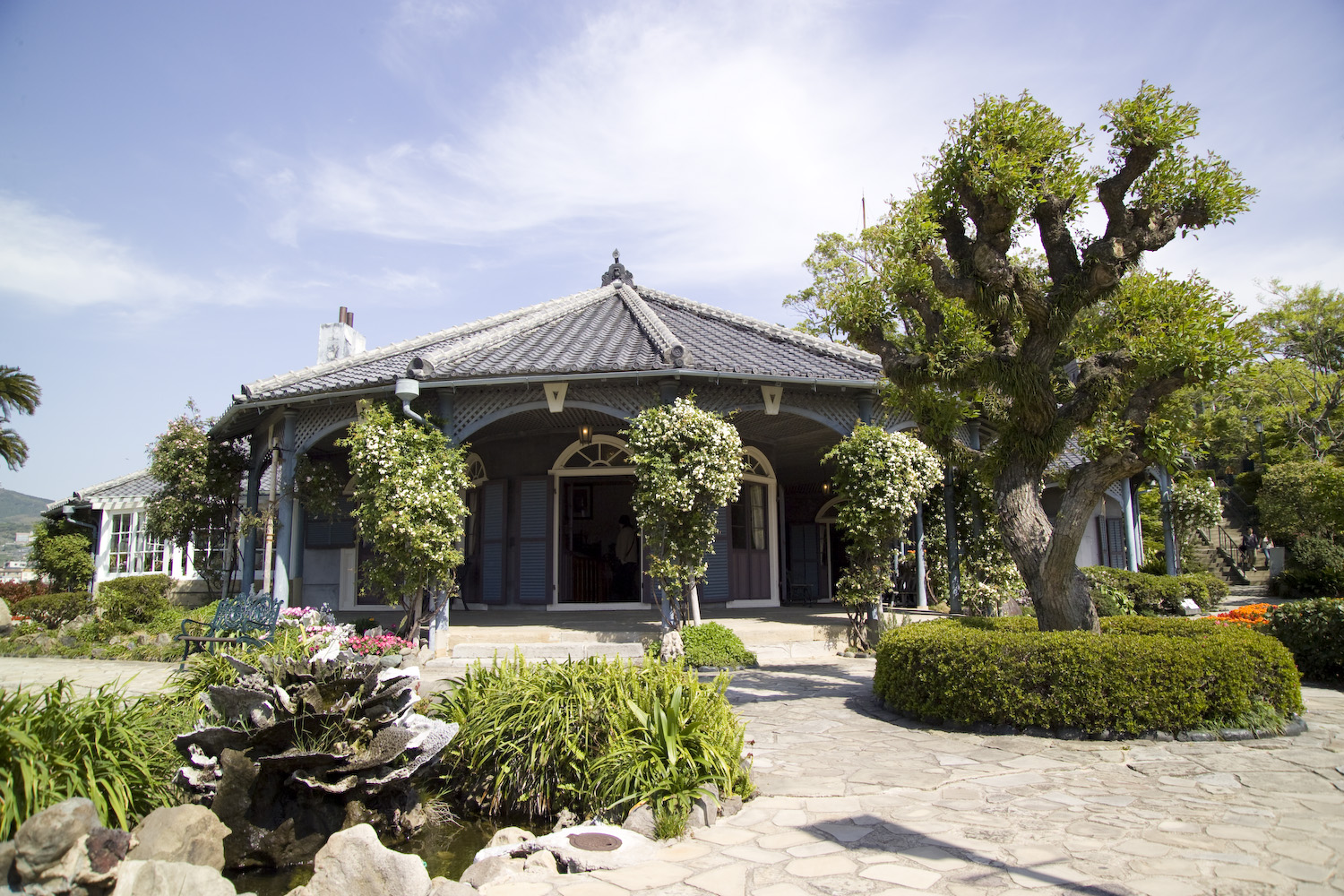
Дом Гловера, Нагасаки

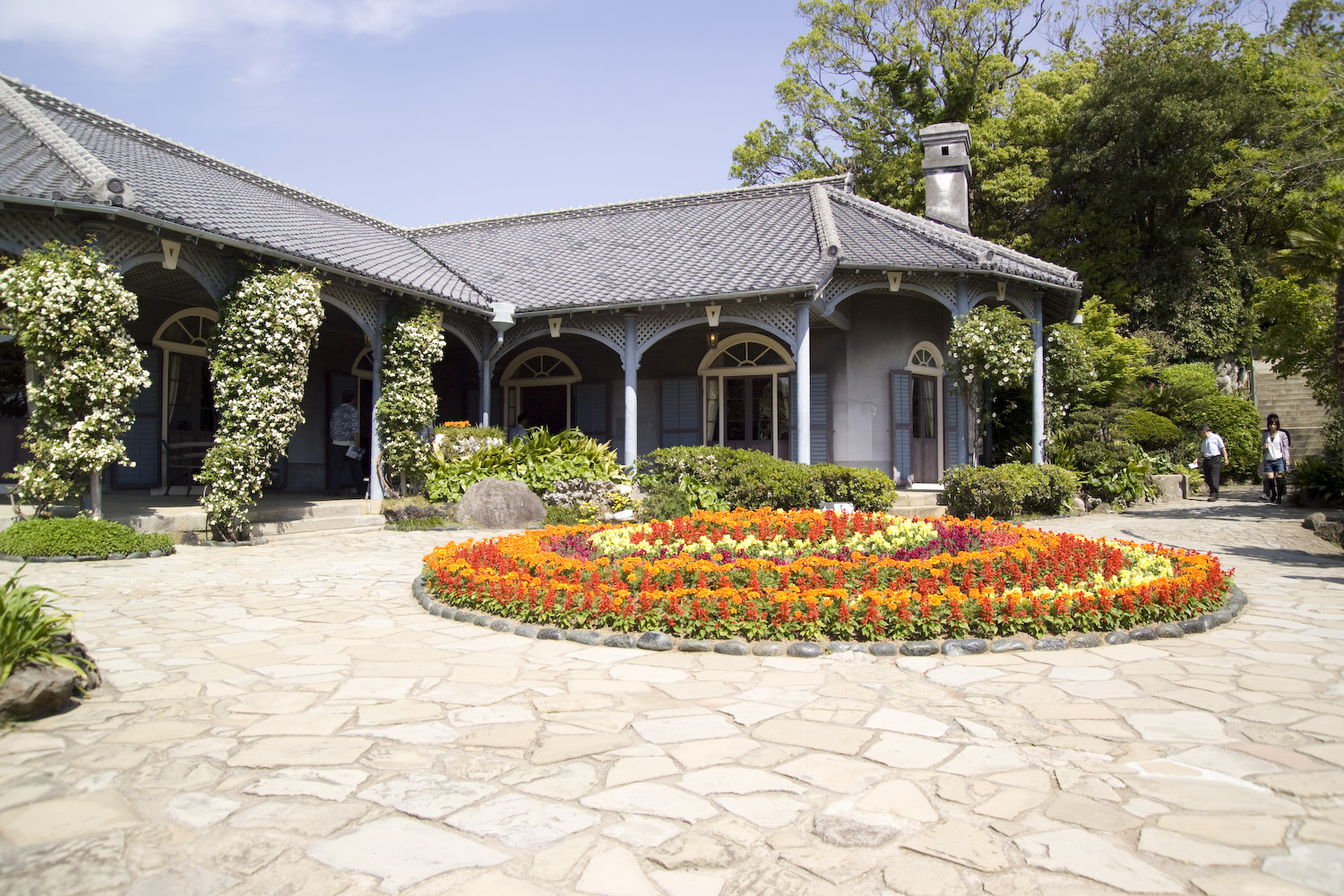
Дом Гловера

Сад Гловера (яп. グラバー園) — парк, основанный шотландским предпринимателем Томасом Блейком Гловером в Нагасаки, в Японии. Ныне музей под открытым небом, представляющий особняки европейцев, живших в городе во второй половине XIX века, из которых дом Гловера, является старейшим европейским зданием, сохранившимся в Японии. Объявлен памятником культурного наследия.

## Парк
Сад (или Сады) Гловера расположены на склоне холма Минамиямате (Голландский холм), где, после открытия Японии и завершения периода самоизоляции, селились предприниматели-европейцы. Отсюда открывается замечательный вид на город и гавань Нагасаки.

## Дом Гловера
Архитектура дома Гловера сочетает в себе европейские и японские элементы и является образцом стиля, появившегося в Японии после завершения периода самоизоляции страны. Этот тип архитектуры напоминает одноэтажные бунгало, возводившиеся иностранцами в Гонконге и Шанхае. Он был принесен в Японию британскими торговцами. Вместо того, чтобы следовать современному им викторианскому стилю, британцы отдавали предпочтение стилю георгианскому, относившемуся к предыдущей эпохе.
Каменный пол веранды, решетчатые арки и французские окна являются европейскими элементами в архитектуре дома, в то время как японское влияние можно проследить в черепичной крыше со статуями демонов по углам, предназначенных для отгнания злых духов. В крышу были мастерски вставлены британские печные трубы.
Дом построил японец, Кояма Хиденосин, плотник с острова Амакуса, в 1863 году. План дома сохранился, но он не подписан. При составлении плана использовалась не японская, а британская система измерений.
Дом Гловера, как и сад, послужили прообразом для места действия оперы «Чио-Чио-сан» Джакомо Пуччини, поэтому он также известен как «Дом Мадам Баттерфляй». Статуи композитора и оперной певицы Миура Тамаки, известной блестящим исполнением роли Чио-Чио-сан, стоят в парке возле дома. Этот дом был местом встреч хозяина, Томаса Блейка Гловера с повстанцами-самураями из Госю и Сацума.

## Другие здания
Музей под открытым небом включает в себя также дома-особняки торговцев Фредерика Ринджера (построен в 1865 году) и Уильяма Алта. Тосканские колонны и фронтон последнего позволяют сделать предположение, что дом Алта был спроектирован архитектором-европейцем.
Кроме того, в саду Гловера сохранились каменные ворота масонской ложи Нагасаки. Масонская ложа была открыта в Нагасаки 5 октября 1885 года в доме № 50 на улице Оура. Её учредителями и членами были англичане, но в последующие годы, в ложу вступили люди других национальностей и разных вероисповеданий. Они принимали участие в регулярных встречах и общественных мероприятиях, проводившихся масонами. В июне 1887 года ложа переехала в новое здание, дом № 47 на улице Оура. Масоны внесли свой вклад в общественную жизнь Нагасаки. Ложа в Нагасаки была упразднена в начале периода Сева в связи с отсутствием членов. Сегодня о присутствии масонов в городе напоминает лишь могилы нескольких бывших масонов на международном кладбище Сакамото и каменные ворота бывшей ложи в саду Гловера.

## Туризм
Парк открыт для общественности и привлекает около 2 миллионов посетителей в год. Сады Гловера расположены в пяти минутах ходьбы от трамвайной станции Оуратенсюдо-сита по линии трамвая номер 5. Вход в музей рядом с католической церковью Оура.